# Internationale Kommission für das Zivilstandswesen
Die Internationale Kommission für das Zivilstandswesen (franz. Commission Internationale de l'Etat Civil CIEC) ist eine zwischenstaatliche Organisation, deren Ziel es ist, die internationale Zusammenarbeit auf dem Gebiet des Personenstandsrechts und verwandter Gebiete wie dem Familienrecht und dem Staatsangehörigkeitsrecht zu fördern. Die Kommission wurde im Jahre 1948 in Amsterdam gegründet.
Am 25. September 1950 zeichneten Belgien, Frankreich, Luxemburg, die Niederlande und die Schweiz in Bern das Protokoll. Mit dem in Bern gezeichneten Protokoll wurde 1952 weiteren Staaten der Beitritt zu der Kommission gestattet. Stand 2023 sind nur noch fünf Staaten Mitglieder der Kommission. Darüber hinaus besitzen der Heilige Stuhl, Litauen, Moldawien, Rumänien, Schweden und Slowenien Beobachterstatus; sie können ohne Stimmrecht an den jährlichen Generalversammlungen der CIEC teilnehmen.

## Aufgabe
Zu den Aufgaben der Kommission gehört die Erarbeitung und Verabschiedung von Übereinkommen und Empfehlungen, durch die vornehmlich die Rechtsanwendung über die Grenzen hinweg vereinfacht und das materielle Recht der Mitgliedstaaten harmonisiert werden soll. Daneben werden von der Kommission Dokumentationen über das Familien- und Personenstandsrecht und die Rechtsprechung der Mitgliedstaaten herausgegeben sowie Berichte nebst Lösungsmodellen zu aktuellen Fragen aus diesen Rechtsgebieten ausgearbeitet.
Sitz ist Straßburg, die Amtssprache ist Französisch. Das Generalsekretariat (Geschäftsstelle) wird von dem von den Mitgliedstaaten berufenen Generalsekretär geführt. Er organisiert und koordiniert die Arbeiten der Kommission in ihren Arbeitsgremien, der Generalversammlung und den Büro- und Arbeitsgruppensitzungen. Die Generalversammlung aller Mitgliedstaaten findet im September eines jeden Jahres mit wechselnden Tagungsorten in den einzelnen Mitgliedstaaten statt. Bürositzungen werden regelmäßig im Frühjahr eines jeden Jahres in Straßburg und während der Generalversammlung an ihrem Tagungsort abgehalten. Arbeitsgruppensitzungen können begleitend zu den Bürositzungen oder auch abhängig von den zu beratenden Themen darüber hinaus einberufen werden.

## Vertretung
Die einzelnen Mitgliedstaaten werden von nationalen Sektionen vertreten, die sich – von Land zu Land unterschiedlich – aus Vertretern der Wissenschaft und Lehre sowie der Behörden zusammensetzen. Die nationalen Sektionen entsenden Mitglieder in die Arbeitsgremien der Internationalen Kommission und haben auf diese Weise die Möglichkeit, internationale Vorhaben anzuregen und bei deren Erarbeitung mitzuwirken. An den Bürositzungen nehmen regelmäßig die Präsidenten der jeweiligen nationalen Sektionen teil, sie können von weiteren Sektionsmitgliedern begleitet werden. Zur Teilnahme an den Generalversammlungen entsenden die Mitgliedstaaten im Allgemeinen mehrere Sektionsmitglieder.
Die Bundesrepublik Deutschland war seit dem Jahre 1956 Mitglied der Internationalen Kommission für das Zivilstandswesen. Für die Mitarbeit in dieser Kommission war eine Sektion gebildet worden, die die Bundesrepublik Deutschland in der Kommission vertrat. Unter Wahrung der Interessen der Bundesrepublik Deutschland förderte sie die Ziele der Internationalen Kommission für das Zivilstandswesen, insbesondere bei der Erarbeitung von Übereinkommen und Empfehlungen auf dem Gebiet des Zivilstandsrechts sowie bei der Dokumentation des Zivilstandsrechts der Mitgliedstaaten. Obwohl Deutschland im 2015 austrat, bleiben viele Übereinkommen anwendbar.

## Generalversammlungen
Im September  eines jeden Jahres findet mit abwechselnden Tagungsorten in den einzelnen Mitgliedstaaten die Generalversammlung der CIEC statt. Sie dauert regelmäßig eine Woche und dient insbesondere der Beratung und Beschlussfassung von Vorhaben und Empfehlungen sowie der Verabschiedung und Zeichnung von Übereinkommen.
Letzte Generalversammlungen (seit 2000):
- 8. bis 13. September 2008 in Luxemburg
- 3. bis 8. September 2007 in München
- 11. bis 16. September 2006 in Krakau
- 12. bis 17. September 2005 in Antalya
- 13. bis 18. September 2004 in Edinburgh
- 22. bis 26. September 2003 in Madrid
- 9. bis 14. September 2002 in Dubrovnik
- 17. bis 21. September 2001 in Athen
- 11. bis 15. September 2000 in Wien